# Liste des préfets de Meurthe-et-Moselle

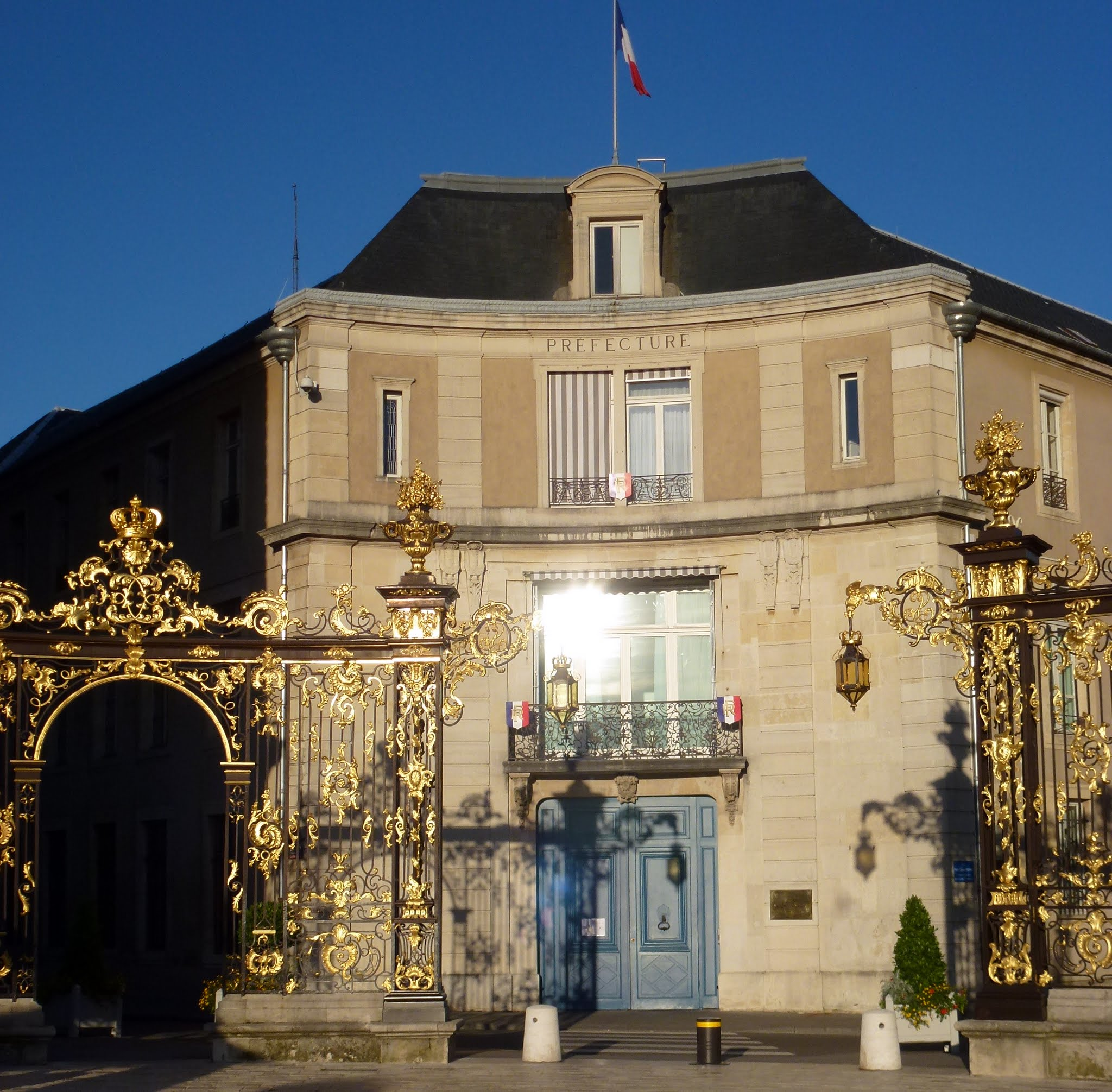
Photographie de la place Stanislas

Liste des préfets de Meurthe-et-Moselle depuis la création du département en 1871.

## Liste chronologique des préfets
La liste est divisée suivant les différents régimes politiques de la France ; les préfets ne changeant pas forcément lors d'une modification de régime, ceux qui se situent à la charnière de deux régimes sont listés deux fois.

### Troisième République
| Période           | Période           | Identité                                               | Fonction précédente                                                                        | Observation                                                                              |
| ----------------- | ----------------- | ------------------------------------------------------ | ------------------------------------------------------------------------------------------ | ---------------------------------------------------------------------------------------- |
| 19 avril 1871     | 9 août 1872       | Auguste Henri Fernand 3e comte de Montesquiou Fezensac | Conseiller général de l'Aisne dans la garde nationale de Paris en 1870                     | (administrateur provisoire du département de la Meurthe).Devient conseiller d'État élu   |
| 9 août 1872       | 15 février 1873   | Albert Leguay (aussi: Le Guay)                         | Préfet d'Eure-et-Loir                                                                      | Nommé préfet de la Loire-Inférieure                                                      |
| 15 février 1873   | 21 décembre 1873  | Jean Henri Antoine Doniol                              | Préfet de la Loire-Inférieure                                                              | (écrivain). Appelé à d'autres fonctions. Sera nommé en 1876 préfet des Bouches-du-Rhône  |
| 21 décembre 1873  | 21 mars 1876      | Marie Charles Robert, marquis de Chambon               | Préfet de Seine-et-Oise                                                                    | Remplacé avec traitement temporaire                                                      |
| 21 mars 1876      | 12 juin 1877      | Albert Gigot                                           | Préfet du Doubs                                                                            | En disponibilité. Nommé en décembre 1877 préfet de police                                |
| 12 juin 1877      | septembre 1877    | Achille Delorme                                        | Préfet de la Haute-Garonne                                                                 | Sera Conseiller général de l'Orne                                                        |
| 21 septembre 1877 | 24 juillet 1879   | Albert Delmas                                          | Préfet d'Ille-et-Vilaine                                                                   | Devient Conseiller d'État                                                                |
| 3 septembre 1879  | 1er mai 1882      | Martial Baile                                          | Préfet de la Vienne                                                                        | Nommé préfet de la Haute-Garonne                                                         |
| 1er mai 1882      | 21 octobre 1883   | Émile-Honoré Cazelles                                  | Directeur de la sûreté générale                                                            | Nommé préfet des Bouches-du-Rhône                                                        |
| 1er novembre 1883 | 18 avril 1885     | Paul Louis Georges Bihourd                             | Préfet du Pas-de-Calais                                                                    | Directeur des affaires départementales et communales                                     |
| 25 avril 1885     | 8 septembre 1885  | Justin Germain Casimir de Selves                       | Préfet de l'Oise                                                                           | Nommé préfet de la Gironde                                                               |
| 23 septembre 1885 | 1er décembre 1888 | Eugène Schnerb                                         | Préfet de la Gironde                                                                       | En disponibilité, Conseiller d'État, puis en retraite                                    |
| 13 décembre 1888  | 18 octobre 1898   | Léon Stéhelin                                          | Préfet de la Haute-Vienne                                                                  | Nommé trésorier-payeur général de la Côte-d'Or                                           |
| 18 octobre 1898   | 9 septembre 1902  | Étienne Antoine Joucla-Pelous                          | Préfet de la Loire-Inférieure                                                              | Appelé à d'autres fonctions, préfet honoraire                                            |
| 9 septembre 1902  | 4 avril 1908      | Paul Marie Humbert                                     | Préfet du Loiret                                                                           | Nommé trésorier-payeur général de la Marne                                               |
| 4 avril 1908      | 8 avril 1913      | Adolphe Eugène Bonnet                                  | Préfet de la Loire-Inférieure, puis en disponibilité                                       | Nommé trésorier-payeur général de l'Aisne, mais passe à la retraite pour raison de santé |
| 19 avril 1913     | 9 août 1914       | Georges Antoine Guillaume Reboul                       | Directeur du personnel et du secrétariat, puis directeur honoraire                         | En disponibilité pour raison de santé. Sera encore préfet du Calvados par intérim        |
| 10 août 1914      | 2 décembre 1919   | Léon Mirman                                            | A été député et directeur de l'Assistance et de l'hygiène au ministère de l'Intérieur      | En disponibilité, puis Conseiller maître à la cour des comptes                           |
| 19 novembre 1918  | 22 octobre 1920   | Paul Second                                            | Préfet des Basses-Pyrénées                                                                 | Nommé préfet de la Haute-Garonne                                                         |
| 15 novembre 1920  | 12 avril 1923     | Edmond Duponteil                                       | Préfet de la Manche                                                                        | En disponibilité                                                                         |
| 21 avril 1923     | 12 juillet 1931   | André Magre                                            | Préfet des Vosges                                                                          | À la disposition du ministre                                                             |
| 5 août 1931       | 19 février 1935   | Émile Roblot                                           | Directeur du personnel, de la comptabilité et des H.B.M. au ministère de la santé publique | Nommé préfet du Bas-Rhin                                                                 |
| 19 février 1935   | 4 septembre 1940  | Léon Bosney                                            | Préfet des Côtes-du-Nord                                                                   | Passe à la retraite                                                                      |

### Seconde Guerre mondiale
| Période          | Période           | Identité                       | Fonction précédente                                                                                         | Observation |
| ---------------- | ----------------- | ------------------------------ | --- | --- |
| 4 septembre 1940 | 30 juillet 1943   | Jean Schmidt                   | Nommé Préfet de l'Aube, mais il ne peut rejoindre son poste Sous-préfet de Briey                            | (à partir de 18 juillet 1941 : préfet de la région de Nancy). Nommé trésorier-payeur général de Saône-et-Loire                                 |
| 14 novembre 1941 | 19 août 1942      | Albert René Daudonnet          | Secrétaire général de la préfecture de police                                                               | (Préfet délégué à Nancy). Nommé préfet de la Nièvre, non-installé Nommé préfet des Vosges. Arrêté et déporté 14 mai 1944, rapatrié, 6 mai 1945 |
| 19 août 1942     | 6 septembre 1943  | Louis Marie Charles Dramard    | Sous-préfet de Dunkerque                                                                                    | (Préfet délégué à Nancy). Nommé préfet de la Nièvre                                                                                            |
| 15 octobre 1943  | 5 avril 1944      | Jacques Lucien Guillemaut      | Sous-préfet de Valenciennes                                                                                 | (Préfet délégué à Nancy). Nommé préfet de la Meuse                                                                                             |
| 14 mars 1944     | 24 août 1944      | Jean Jacques Marie André Faure | Préfet de la région de Limoges et préfet de la Haute-Vienne                                                 | (préfet de la région de Nancy). Nommé préfet hors cadre, chargé des fonctions de représentant du ministère en zone Nord                        |
| 5 avril 1944     | 2 août 1944       | Christian Marie François       | Sous-préfet d'Aix-en-Provence                                                                               | (Préfet délégué à Nancy). Sera préfet honoraire en 1952                                                                                        |
| 24 août 1944     | 15 septembre 1944 | Christian René Chulliat        | Secrétaire général du Nord Proposé pour la sous-préfecture d'Abbeville, refusé par les autorités allemandes | (préfet délégué à Nancy). Sera préfet honoraire en 1952                                                                                        |

### Gouvernement provisoire de la République française
| Période      | Période           | Identité     | Fonction précédente                                     | Observation                                                             |
| ------------ | ----------------- | ------------ | ------------------------------------------------------- | ----------------------------------------------------------------------- |
| 24 août 1944 | 1er novembre 1946 | Jules Blache | Professeur de géographie à la fac. des lettres de Nancy | (Préfet de la libération) Nommé recteur de l'université d'Aix-Marseille |

### Quatrième République
| Période         | Période          | Identité       | Fonction précédente                                                                           | Observation                                                                |
| --------------- | ---------------- | -------------- | --------------------------------------------------------------------------------------------- | -------------------------------------------------------------------------- |
| 4 novembre 1946 | 28 mai 1956      | Jacques Samama | Préfet de l'Aisne                                                                             | En disponibilité                                                           |
| 23 juillet 1956 | 11 novembre 1957 | Pierre Dupuch  | Préfet de Constantine. Nommé préfet de la Vienne pro ordre, non installé                      | Nommé conseiller technique au cabinet du ministre Maurice Bourgès-Maunoury |
| 30 janvier 1958 | 15 octobre 1958  | Robert Cousin  | Président du comité interministériel pour les Français rapatriés d'Egypte et du Proche-Orient | Nommé préfet du Pas-de-Calais                                              |

### Cinquième République
| Période          | Période          | Identité              | Fonction précédente | Observation |
| ---------------- | ---------------- | --------------------- | --- | --- |
| 15 octobre 1958  | 15 mars 1962     | Pierre Damelon        | Directeur de cabinet du ministre Jules Moch                                                                                         | Nommé directeur général de l'assistance publique de Paris                                                                                 |
| 11 mai 1962      | 26 décembre 1964 | Jean Gervais          | Directeur de cabinet du préfet de police                                                                                            | En congé spécial |
| 26 décembre 1964 | 9 octobre 1969   | Louis-Arthur Longeaux | Inspecteur général des ponts et chaussées de la Région Parisienne                                                                   | Réintégré dans le corps des ingénieurs des ponts et chaussées                                                                             |
| 9 octobre 1969   | 30 octobre 1972  | Maurice Lambert       | Préfet de la Corse | Nommé préfet de la région Limousin, préfet de la Haute-Vienne                                                                             |
| 27 novembre 1972 | 20 avril 1977    | Jean Rochet           | Directeur de la surveillance du territoire, puis en service détaché                                                                 | Nommé préfet de la région Picardie, préfet de la Somme                                                                                    |
| 20 avril 1977    | 9 juin 1981      | Pierre Rouvière       | | Nommé préfet de la région Alsace, préfet du Bas-Rhin                                                                                      |
| 16 juillet 1981  | 7 mai 1982       | Jean Pinel            | Préfet de la région Corse, préfet de la Corse du Sud                                                                                | Nommé préfet de la région de Bourgogne, préfet de la Côte-d'Or                                                                            |
| 7 mai 1982       | 23 août 1984     | Jean Coussirou        | Préfet de l'Allier | Nommé directeur de cabinet du ministre de l'intérieur et de la décentralisation Louis Joxe                                                |
| 3 octobre 1984   | 29 octobre 1986  | Philippe Loiseau      | Préfet de l'Ain | Nommé préfet de la région Limousin, préfet de la Haute-Vienne                                                                             |
| 24 novembre 1986 | 13 octobre 1989  | Désiré Carli          | Préfet des Hautes-Alpes, puis préfet hors cadre                                                                                     | Nommé préfet hors cadre, puis à la retraite                                                                                               |
| 13 octobre 1989  | 24 juin 1993     | Claude Érignac        | Directeur de cabinet du ministre de la coopération et du développement Jacques Pelletier                                            | Nommé préfet des Yvelines |
| 24 juin 1993     | 10 novembre 1997 | Jacques Andrieu       | Préfet des Pyrénées-Atlantiques | Nommé au ministère des affaires étrangères délégué pour l'action extérieure des collectivités locales                                     |
| 10 novembre 1997 |                  | Jean-François Denis   | directeur de la sécurité civile au ministère de l'intérieur, chargé des mesures de défense auprès du ministre de l'intérieur        | Nommé préfet hors cadre, puis nommé président du conseil d'administration du Fonds d'intervention et de régularisation du marché du sucre |
| 1er août 2000    | 21 novembre 2004 | Jean-François Cordet  | Préfet de l'Aisne | Nommé préfet de la Seine-Saint-Denis |
| 5 décembre 2004  | 11 juillet 2007  | Claude Baland         | Directeur de l'administration de la police nationale au ministère de l'intérieur, de la sécurité intérieure et des libertés locales | Nommé préfet de la Seine-Saint-Denis |
| 19 juillet 2007  | 4 juin 2009      | Hugues Parant         | Préfet de Vaucluse | Nommé préfet du Var |
| 11 juin 2009     | 3 juillet 2009   | Étienne Guyot         | Préfet des Landes | Nommé Directeur du cabinet du ministre |
| 3 juillet 2009   | 24 décembre 2010 | Dominique Bellion     | Préfet du Gard | Nommé inspecteur général en service extraordinaire à l'inspection générale de l'administration                                            |
| 24 décembre 2010 | 23 juillet 2011  | Adolphe Colrat        | Haut-commissaire de la République en Polynésie française                                                                            | Nommé préfet de la Manche |
| 23 juillet 2011  | 6 juillet 2015   | Raphaël Bartolt       | Directeur de l'Agence nationale des titres sécurisés                                                                                | Nommé préfet de la région Franche-Comté, préfet du Doubs                                                                                  |
| 1er août 2015    | 8 décembre 2017  | Philippe Mahé         | Chef de Pôle réforme territoriale, collectivités locales, au cabinet du Premier ministre                                            | Nommé directeur général des services du Conseil départemental de la Gironde                                                               |
| 8 décembre 2017  | 23 août 2020     | Éric Freysselinard    | Directeur des stages de l'ENA | Nommé directeur de l'Institut des hautes études du ministère de l'intérieur (IHEMI)                                                       |
| 24 août 2020     | 21 août 2023     | Arnaud Cochet         | Préfet de l'Ain | - |
| 21 août 2023     |                  | Françoise Souliman    | Préfète d'Eure-et-Loir | - |